# Tour de France 1928
22. Tour de France rozpoczął się 17 czerwca, a zakończył 15 lipca 1928 roku w Paryżu. Zwyciężył po raz drugi z rzędu kolarz z Luksemburga Nicolas Frantz, który przejechał wyścig od startu do mety w koszulce lidera.

## Etapy
| Etap | Data       | Trasa                          | Dystans    | Zwycięzca        | Lider wyścigu  |
| ---- | ---------- | ------------------------------ | ---------- | ---------------- | -------------- |
| 1    | 17 czerwca | Paryż – Caen                   | TTT 207 km | Nicolas Frantz   | Nicolas Frantz |
| 2    | 18 czerwca | Caen – Cherbourg               | TTT 140 km | André Leducq     | Nicolas Frantz |
| 3    | 19 czerwca | Cherbourg – Dinan              | TTT 199 km | Gaston Rebry     | Nicolas Frantz |
| 4    | 20 czerwca | Dinan – Brest                  | TTT 206 km | Pé Verhaegen     | Nicolas Frantz |
| 5    | 21 czerwca | Brest – Vannes                 | TTT 208 km | Marcel Bidot     | Nicolas Frantz |
| 6    | 22 czerwca | Vannes – Les Sables-d’Olonne   | TTT 204 km | Nicolas Frantz   | Nicolas Frantz |
| 7    | 23 czerwca | Les Sables-d’Olonne – Bordeaux | TTT 285 km | Victor Fontan    | Nicolas Frantz |
| 8    | 24 czerwca | Bordeaux – Hendaye             | TTT 225 km | Maurice De Waele | Nicolas Frantz |
| 9    | 26 czerwca | Hendaye – Luchon               | 387 km     | Victor Fontan    | Nicolas Frantz |
| 10   | 28 czerwca | Luchon – Perpignan             | 323 km     | André Leducq     | Nicolas Frantz |
| 11   | 30 czerwca | Perpignan – Marsylia           | 363 km     | André Leducq     | Nicolas Frantz |
| 12   | 2 lipca    | Marsylia – Nicea               | 330 km     | Nicolas Frantz   | Nicolas Frantz |
| 13   | 4 lipca    | Nicea – Grenoble               | 333 km     | Antonin Magne    | Nicolas Frantz |
| 14   | 6 lipca    | Grenoble – Évian-les-Bains     | 329 km     | Julien Moineau   | Nicolas Frantz |
| 15   | 8 lipca    | Évian-les-Bains – Pontarlier   | 213 km     | Pierre Magne     | Nicolas Frantz |
| 16   | 9 lipca    | Pontarlier – Belfort           | 119 km     | André Leducq     | Nicolas Frantz |
| 17   | 10 lipca   | Belfort – Strasburg            | 145 km     | Joseph Mauclair  | Nicolas Frantz |
| 18   | 11 lipca   | Strasburg – Metz               | TTT 165 km | Nicolas Frantz   | Nicolas Frantz |
| 19   | 12 lipca   | Metz – Charleville             | TTT 159 km | Marcel Huot      | Nicolas Frantz |
| 20   | 13 lipca   | Charleville – Dunkierka        | TTT 271 km | Maurice De Waele | Nicolas Frantz |
| 21   | 14 lipca   | Dunkierka – Dieppe             | TTT 234 km | Antonin Magne    | Nicolas Frantz |
| 22   | 15 lipca   | Dieppe – Paryż                 | 331 km     | Nicolas Frantz   | Nicolas Frantz |

## Klasyfikacja końcowa
| Lp  | Zawodnik         | Kraj       | Sponsor         | Czas         |
| --- | ---------------- | ---------- | --------------- | ------------ |
| 1.  | Nicolas Frantz   | Luksemburg | Alcyon–Dunlop   | 192h 48' 58" |
| 2.  | André Leducq     | Francja    | Alcyon–Dunlop   | +50' 07"     |
| 3.  | Maurice De Waele | Belgia     | Alcyon–Dunlop   | +56' 16"     |
| 4.  | Jan Mertens      | Belgia     | Thomann–Dunlop  | +1h 19' 18"  |
| 5.  | Julien Vervaecke | Belgia     | Armor–Dunlop    | +1h 53' 32"  |
| 6.  | Antonin Magne    | Francja    | Alleluia–Wolber | +2h 14' 02"  |
| 7.  | Victor Fontan    | Francja    | Elvish-Wolber   | +5h 07' 47"  |
| 8.  | Marcel Bidot     | Francja    | Alleluia–Wolber | +5h 18' 28"  |
| 9.  | Marcel Huot      | Francja    | Alleluia–Wolber | +5h 37' 33"  |
| 10. | Pierre Magne     | Francja    | Alleluia–Wolber | +5h 41' 20"  |